# Gnejusz Sencjusz Saturninus (konsul 41 n.e.)
Gnejusz Sencjusz Saturninus, Gnaeus Sentius Saturninus, rzymski polityk żyjący w I w. n.e.
Jego ojcem był Gnejusz Sencjusz Saturninus, konsul dodatkowy (consul suffectus) w 4 n.e., a dziadkiem Gajusz Sencjusz Saturninus, konsul zwyczajny (consul ordinarius) w 19 p.n.e.
Gnejusz został konsulem zwyczajnym w 41 n.e. razem z Kaligulą. Gdy znienawidzony cesarz został zamordowany w tym samym roku, Saturninus wygłosił przemówienie w Senacie, chwaląc przywrócenie wolności i nakłaniał kolegów senatorów aby ją zachowali. Jego słowa senatorowie i wszyscy obecni ekwici przyjęli z wielką radością. Wtedy porwał się z miejsca senator Trebelliusz Maksimus i ściągnął Sencjuszowi z ręki pierścień, w którym osadzony był kamień z wyrzeźbioną podobizną Kaliguli. Widocznie Saturninus zapomniał go zdjąć spiesząc się, by zabrać głos i działać, jak postanowił. Kamień ten następnie połamano.
Gdy nowym cesarzem został obwołany natomiast Klaudiusz, Sencjusz i inny senator, Pomponiusz Sekundus, byli gotowi przeciwstawić się mu, w razie konieczności siła, by przywrócić rządy senatu. Senat pod ich przewodem powierzył zadanie obrony miasta trzem kohortom, które pozostały wierne, po czym zebrał się na Kapitolu i pomny okrucieństw Kaliguli postanowił wszcząć wojnę z Klaudiuszem. Pragnął w państwie wprowadzić, jak dawniej było, arystokratyczną formę rządów albo w drodze wyboru wyznaczyć człowieka godnego piastowania tej władzy. Jednak wojsko poparło Klaudiusza, i było gotowe użyć siły przeciwko Senatowi, ale Klaudiusz spotkał się ze zbuntowanymi senatorami i przekonał ich do siebie.
Historyk Eutropiusz wymienia Sencjusza jako jednego z dowódców biorących udział w rzymskim podboju Brytanii dwa lata później.